# Альфа-амілаза

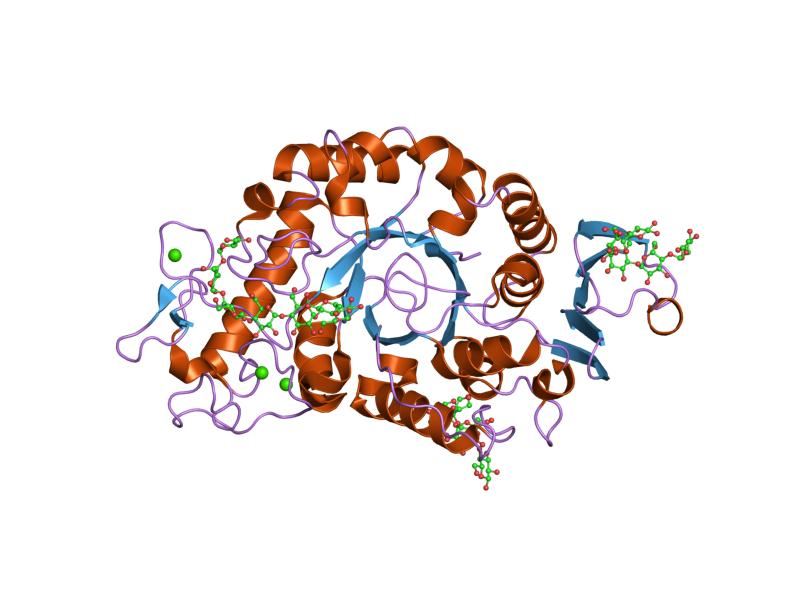
Альфа-амілаза

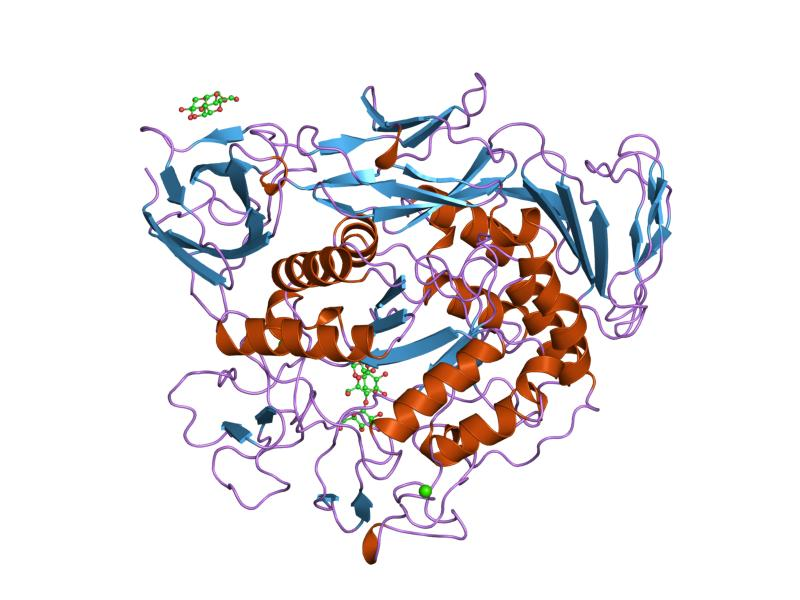
Інший різновид альфа-амілази

Альфа-амілаза (α-амілаза, 1,4-α- D — глюкан-глюканогідролаза, глікогеназа; шифр КФ — 3.2.1.1) — це кальцій-залежний фермент. До цього типу належать амілаза слинних залоз і амілаза підшлункової залози . Вона здатна гідролізувати полісахаридний ланцюг крохмалю та інші довголанцюгові вуглеводи в будь-якому місці. Таким чином, процес гідролізу прискорюється і приводить до утворення олігосахаридів різної довжини. У тварин α-амілаза є основним травним ферментом. Активність α-амілази оптимальна в нейтральному середовищі (pH = 6,7-7,0), а також при вмісті: хлориду і броміду — найбільший вплив, йодиду — менший вплив, сульфату і фосфату — найменший вплив. Фермент виявлено також у рослинах (наприклад, у вівсі), у грибах (в аскоміцетах і базидіоміцетах) та бактеріях (Bacillus). Це основна форма амілази, виявлена у людей та інших ссавців. Активність альфа-амілази в зерні вимірюється методами Хагберга — Пертена і Фадебаса.

## У фізіології людини
Хоча альфа-амілазу виявлено в багатьох тканинах, вона найбільш помітна в соку підшлункової залози та слині, кожне з яких має свою власну ізоформу α-амілази людини. Вони поводяться по-різному при ізоелектричному фокусуванні і можуть також бути розділені при тестуванні з використанням специфічних моноклональних антитіл. У людей всі ізоформи амілази пов'язані з хромосомою 1р 21.
Один з видів альфа-амілази — птіалін. Птіалін гідролізує великі молекули нерозчинного крохмалю і утворює розчинний крохмаль (амілодекстрин, еритродекстрин або акродекстрин), продукуючи послідовно все менші і менші молекули крохмалю до утворення мальтози. У шлунковому соку при водневому показнику (pH) 3,3 птіалін повністю інактивується через 20 хвилин при 37 °C. Навпаки, за 150 хвилин у шлунковому соку при рН 4,3 50 % активності амілази все ще зберігаються. Коли при рН = 3,0 додають птіалін, він повністю інактивується через 120 хвилин; проте додавання 0,1 % крохмалю призводить до того, що через 120 хвилин розчин все ще зберігає 10 % активності амілази; і додавання 1,0 % крохмалю дозволяє підтримувати 40 % активності амілази протягом тих же 120 хвилин.

## У промисловості
α-амілаза використовується у виробництві етанолу для розщеплення крохмалю в зернах на цукри. Також першим етапом виробництва кукурудзяного сиропу з високим вмістом фруктози є обробка кукурудзяного крохмалю α-амілазою. α-амілаза, під назвою «термаміл», отримана з бактерій Bacillus licheniformis, також використовується в деяких мийних засобах, особливо в мийних засобах для миття посуду і видалення крохмалю.